# Yo me llamo
Yo me llamo es un concurso musical de imitación colombiano producido y transmitido por Caracol Televisión. Su objetivo principal es encontrar a la mejor voz imitadora de un artista musical reconocido, a través de audiciones y presentaciones en vivo. Está basado en programas similares como Lluvia de estrellas en España y Yo soy... de Chile. La cadena estadounidense Telemundo también produjo un programa con el mismo nombre.
Durante sus dos primeras temporadas, el reality fue presentado por Ernesto Calzadilla y Linda Palma. En ediciones subsiguientes, la conducción del programa ha estado a cargo de figuras como Sandra Posada (2014-2015), Jessica Cediel (2017), Melina Ramírez (2018, 2021-2025), Carlos Calero (2019-2023), Valerie Domínguez (2019), Rochi Stevenson (2021) y Laura Acuña (2025).
A su vez, el panel de jurados del concurso durante las primeras tres temporadas estuvo conformado por el promotor musical Jairo Martínez, la imitadora profesional Luz Amparo Álvarez, y la actriz de teatro y televisión Amparo Grisales. Tiempo después, se sumarían artistas como Julio Sabala Martínez, Belkis Martínez, Pipe Bueno, César Escola, Jessi Uribe y Yeison Jiménez. Al formato en Colombia se le han sumado figuras como la inteligencia artificial de Symphony (2023) y Armonio (2025), además de la llegada de 'Búfalo'como encargado de retirar a los eliminados.
El premio final de la competencia es una suma de alrededor de 500 millones de pesos (U$ 147780), adicional a las recompensas monetarias que son entregadas a lo largo del programa. Cabe recordar que aunque Caracol Televisión es el encargado de la emisión en Colombia, el dueño de Yo me llamo es Banijay, propietario de Endemol (creador del formato).

## Formato

### Etapas originales
Etapa 1: Audiciones
En la primera etapa, los concursantes se inscriben a través del sitio web del programa con sus datos personales; luego son convocados en las diferentes ciudades de Colombia, donde realizan su inscripción para ser escuchados por los tres jurados en una audición privada. Más adelante los clasificados viajan hacia Bogotá para participar en una audición colectiva y seleccionar así a los finalistas.
A partir de la temporada de 2018, se incluye al público en las audiciones.
Etapa 2: Duelo de eliminación
En la segunda etapa del concurso se divide a los imitadores en grupos y cada grupo se presenta en un día de la semana, entre lunes y jueves. Las galas de presentación son pregrabadas y acompañadas de los jurados y del público. Al finalizar la gala, los jurados escogen al imitador que a su juicio tuvo el desempeño más bajo y lo dejan «en situación de riesgo», teniendo que presentarse en una nueva gala el viernes, junto a los otros tres escogidos a lo largo de la semana y solo uno de ellos queda en competencia, eliminando así tres participantes por semana.
Etapa 3: en vivo
La etapa final del concurso empieza cuando quedan 14 imitadores en competencia y en adelante deben presentar sus shows en vivo y en directo. En esta etapa no son los jurados los que seleccionan los imitadores que quedan en riesgo, sino que se realiza una votación por mensajes de texto, donde los televidentes votan por su imitador favorito. Los que tengan la menor votación deberán realizar una nueva presentación y de estos imitadores en riesgo el jurado escoge uno que debe salir. Al quedar solo seis imitadores en competencia, el imitador que recibe menos votos queda eliminado directamente; así hasta la final donde el público escoge al ganador entre los dos finalistas.
En la primera temporada, antes de iniciar la fase final, hubo nuevas audiciones para los imitadores que habían quedado eliminados en etapas anteriores, y los televidentes votaban por mensaje de texto para escoger los que querían que entraran nuevamente a la competencia. Con esta audición ingresaron dos imitadores más.
Para la temporada de 2016, esta etapa sufrió algunos cambios como la integración la interacción del público por medio de internet para elegir repertorio y vestuario de los finalistas, para que sean cantados por los mismos en vivo. Ésta cambio el nombre por «Etapa arma tu concierto».

### Etapas adicionales
En la quinta temporada en 2017 se han introducido tres nuevas etapas y éstas son:
Etapa: Original y Copia
Esta etapa se basa en imitar exactamente al vídeo original, proyectándolo en directo cuando el concursante canta, y así el jurado evalúa comparándolos cuales lo hicieron mejor para ser calificados y los que los hicieron peor son nominados para ser eliminados posteriormente.
Etapa: Mano a Mano
Etapa en donde en mano a mano se enfrentan a cantar simultáneamente para ser evaluados por el jurado, cual es el mejor para ser premiado con 10 millones de pesos y así avanzar a la siguiente ronda por 50 millones de pesos.
Etapa: Revancha
Por medio del voto del público se incorporan a la competencia 8 participantes de temporadas anteriores que compitan emparejados con los concursantes actuales, siendo ambas actuaciones evaluadas por los televidentes en vivo. El ganador es el que mayor por ciento del voto público obtiene y tiene la opción de ceder todo o parte de su premio a los afectados por las lluvias.
Para los capítulos finales, los 4 últimos participantes con 4 artistas famosos y/o conocidos del país a dúos (un participante con un artista famoso) se enfrentan a duelo para debutar cantando quien los hacen mejor, para ganarsen una cantidad de dinero.[cita requerida]

## Equipo
| Jurado                     | Jurado                                                           | Jurado     | Jurado     | Jurado     | Jurado     | Jurado     | Jurado     | Jurado     | Jurado     | Jurado     | Jurado     |
| Nombre                     | Ocupación                                                        | Temporadas | Temporadas | Temporadas | Temporadas | Temporadas | Temporadas | Temporadas | Temporadas | Temporadas | Temporadas |
| Nombre                     | Ocupación                                                        | 1          | 2          | 3          | 4*         | 5          | 6          | 7          | 8          | 9          | 10         |
| -------------------------- | ---------------------------------------------------------------- | ---------- | ---------- | ---------- | ---------- | ---------- | ---------- | ---------- | ---------- | ---------- | ---------- |
| Amparo Grisales            | Actriz, empresaria y productora teatral                          |            |            |            |            |            |            |            |            |            |            |
| Luz Amparo Álvarez         | Comediante, cantante e imitadora de celebridades                 |            |            |            |            |            |            |            |            |            |            |
| Jairo Martínez             | Mánager y promotor musical de artistas latinos                   |            |            |            |            |            |            |            |            |            |            |
| Julio Sabala               | Imitador profesional                                             |            |            |            |            |            |            |            |            |            |            |
| Belkis Mártinez            | Imitadora profesional                                            |            |            |            |            |            |            |            |            |            |            |
| César Escola               | Músico, compositor, presentador de televisión y director musical |            |            |            |            |            |            |            |            |            |            |
| Pipe Bueno                 | Cantante y compositor                                            |            |            |            |            |            |            |            |            |            |            |
| Jessi Uribe                | Cantante                                                         |            |            |            |            |            |            |            |            |            |            |
| Yeison Jiménez             | Cantante                                                         |            |            |            |            |            |            |            |            |            |            |
| Rey Ruiz                   | Cantante                                                         |            |            |            |            |            |            |            |            |            |            |
| Aurelio Cheveroni ^        | Personaje de Club 10                                             |            |            |            |            |            |            |            |            |            |            |
| Presentadores              |                                                                  |            |            |            |            |            |            |            |            |            |            |
| Emmanuel Mendoza "Buffalo" | Strongman                                                        |            |            |            |            |            |            |            |            |            |            |
| Presentadores              |                                                                  |            |            |            |            |            |            |            |            |            |            |
| Nombre                     | Ocupación                                                        | 1          | 2          | 3          | 4*         | 5          | 6          | 7          | 8          | 9          | 10         |
| Ernesto Calzadilla         | Actor, modelo y presentador de televisión                        |            |            |            |            |            |            |            |            |            |            |
| Linda Palma                | Presentadora de televisión                                       |            |            |            |            |            |            |            |            |            |            |
| Sandra Posada              | Modelo y presentadora de televisión                              |            |            |            |            |            |            |            |            |            |            |
| Jessica Cediel             | Modelo y presentadora de televisión                              |            |            |            |            |            |            |            |            |            |            |
| Melina Ramírez             | Modelo y presentadora de televisión                              |            |            |            |            |            |            |            |            |            |            |
| Carlos Calero              | Animador y presentador de televisión                             |            |            |            |            |            |            |            |            |            |            |
| Rochi Stevenson            | Presentadora y exreina nacional de la belleza                    |            |            |            |            |            |            |            |            |            |            |
| Valerie Domínguez          | Actriz y modelo                                                  |            |            |            |            |            |            |            |            |            |            |
| Laura Acuña                | Presentadora de televisión                                       |            |            |            |            |            |            |            |            |            |            |
| Asesores                   |                                                                  |            |            |            |            |            |            |            |            |            |            |
| Nombre                     | Ocupación                                                        | 1          | 2          | 3          | 4*         | 5          | 6          | 7          | 8          | 9          | 10         |
| Mono Casas                 | Asesor de Imagen                                                 |            |            |            |            |            |            |            |            |            |            |
| Ana Villamizar             | Entrenadora Vocal.                                               |            |            |            |            |            |            |            |            |            |            |
| Julián Garcés              | Coreógrafo                                                       |            |            |            |            |            |            |            |            |            |            |
| Lina María Patiño          | Técnica Vocal                                                    |            |            |            |            |            |            |            |            |            |            |
| Hiosenith Ramírez          | Coreógrafa                                                       |            |            |            |            |            |            |            |            |            |            |
| Johhny Delgado             | Entrenador Personal                                              |            |            |            |            |            |            |            |            |            |            |
| Camilo Cifuentes           | Imitador profesional                                             |            |            |            |            |            |            |            |            |            |            |
| Alberto "Pocho" Marulanda  | Entrenador personal                                              |            |            |            |            |            |            |            |            |            |            |
| Yanetsis Alfonso           | Técnica vocal                                                    |            |            |            |            |            |            |            |            |            |            |
| Gina Medina                | Coreógrafa                                                       |            |            |            |            |            |            |            |            |            |            |
| Alejandro Fonte            | Técnica vocal                                                    |            |            |            |            |            |            |            |            |            |            |
| Carlos Ramírez             | Expresión corporal                                               |            |            |            |            |            |            |            |            |            |            |
| Lamberto García            | Expresión corporal                                               |            |            |            |            |            |            |            |            |            |            |
| Ángela Mar Chaparro        | Técnica vocal                                                    |            |            |            |            |            |            |            |            |            |            |
| Samuel Sánchez             | Técnica vocal                                                    |            |            |            |            |            |            |            |            |            |            |
| Moises Angulo              | Técnica vocal                                                    |            |            |            |            |            |            |            |            |            |            |
| Diego Valdés               | Bajista                                                          |            |            |            |            |            |            |            |            |            |            |
| Carlos Valdés              | Batería                                                          |            |            |            |            |            |            |            |            |            |            |
| Rodny Theran               | Percusión                                                        |            |            |            |            |            |            |            |            |            |            |
| Karen Sanín                | Guitarra - Coros                                                 |            |            |            |            |            |            |            |            |            |            |
| Zeynel Díaz                | Trompeta                                                         |            |            |            |            |            |            |            |            |            |            |
| Julian Pardo               | Piano - Acordeón                                                 |            |            |            |            |            |            |            |            |            |            |

- *: Edición especial.
- ^: Juez invitado

## Temporadas
| Temporada | Audiencia promedio | Número de participantes | Inicio de temporada      | Final de temporada      | Ganadores                             | Ganadores                                                | Ganadores                              |
| --------- | ------------------ | ----------------------- | ------------------------ | ----------------------- | ------------------------------------- | -------------------------------------------------------- | -------------------------------------- |
| Temporada | Audiencia promedio | Número de participantes | Inicio de temporada      | Final de temporada      | Primer lugar                          | Segundo lugar                                            | Tercer lugar                           |
| 1         | 17.0               | 25                      | 22 de agosto de 2011     | 30 de noviembre de 2011 | Jorge Martínez Fonseca Rafael Orozco  | Luis Eduardo Correa Nino Bravo                           | Yerick Reyes Marc Anthony              |
| 2         | 13.6               | 32                      | 13 de febrero de 2012    | 3 de junio de 2012      | Brian Álvarez José José               | Sebastián Burbano Julio Jaramillo                        | Rafael Francisco Maestre Diomedes Díaz |
| 3         | 11.7               | 24                      | 10 de febrero de 2014    | 23 de mayo de 2014      | Daniel Mora Barrera Sandro de America | Juan David Giraldo Marín Ricardo Arjona                  | Deibys Pino Urrego Vicente Fernandez   |
| 4         | 9.8                | 10                      | 26 de enero de 2015      | 20 de febrero de 2015   | Brian Álvarez José José               | Rubén Cerros Paquita la del Barrio                       | Sebastián Hormazábal Nino Bravo        |
| 5         | 14.8               | 24                      | 13 de febrero de 2017    | 22 de mayo de 2017      | David Alsina Suárez Nicky Jam         | Jarvey Morales Taba Joan Sebastian                       | Mayuri Sánchez Saldaña Amanda Miguel   |
| 6         | 16.1               | 24                      | 18 de septiembre de 2018 | 21 de diciembre de 2018 | Robinson Silva Julio Jaramillo        | Juan Ramón Albor y Andrés Martínez Forero Wisin y Yandel | Benjamín Jiménez Leonardo Favio        |
| 7         | 14.9               | 48                      | 24 de septiembre de 2019 | 4 de febrero de 2020    | Albert Sánchez Roberto Carlos         | Eddy Sanabria Jorge Celedón                              | Sebastian Molina Ricardo Arjona        |
| 8         | 14.6               | 48                      | 26 de octubre de 2021    | 7 de marzo de 2022      | Alejandro León Camilo Sesto           | Klismann Moncada Maluma                                  | Sergio Moscoso Leonardo Favio          |
| 9         | 11.4               | 36                      | 26 de julio de 2023      | 7 de diciembre de 2023  | Juan Parra Carín León                 | Scarlet Andrea Correa Shakira                            | Roberto Melo Luis Miguel               |
| 10        | 10.5               | 95                      | 7 de enero de 2025       | 1 de julio de 2025      | Víctor Manuel Serna Vicente Fernández | Marisabel Serna Gloria Estefan                           | César Jesús Narváez Luis Alfonso       |
| Mini      | 10.5               | 21                      | 8 de abril de 2025       | 6 de mayo de 2025       | Juan Pablo Cadena José Feliciano      | María Laura Colorado Gloria Trevi                        | Ashley Valentina Arenas Celia Cruz     |

## Premios y nominaciones
Premios Tvynovelas
| Año  | Categoría                | Nominado                 | Resultado |
| ---- | ------------------------ | ------------------------ | --------- |
| 2017 | Mejor reality o concurso | Mejor reality o concurso | Nominado  |
| 2017 | Mejor jurado favorito    | Pipe Bueno               | Nominado  |
| 2013 | Mejor reality o concurso | Mejor reality o concurso | Nominado  |
| 2012 | Mejor reality o concurso | Mejor reality o concurso | Ganador   |

Premios India Catalina
| Año  | Categoría                                            | Nominado                          | Resultado |
| ---- | ---------------------------------------------------- | --------------------------------- | --------- |
| 2020 | Mejor Programa Reality o Concurso                    | Mejor Programa Reality o Concurso | Nominado  |
| 2020 | Mejor Presentador(a) de Programas de Entretenimiento | Carlos Calero                     | Nominado  |
| 2019 | Mejor Programa Reality o Concurso                    | Mejor Programa Reality o Concurso | Nominado  |
| 2012 | Innovación o Mejor Nuevo Formato                     | Innovación o Mejor Nuevo Formato  | Ganador   |
| 2012 | Mejor Programa de Entretenimiento                    | Mejor Programa de Entretenimiento | Ganador   |
| 2012 | Mejor Programa Concurso                              | Mejor Programa Concurso           | Ganador   |
| 2012 | Mejor Presentador(a) de Programas de Entretenimiento | Ernesto Calzadilla                | Nominado  |

### Kids Choice Awards
| Año  | Categoría                   | Resultado |
| ---- | --------------------------- | --------- |
| 2014 | Reality o Concurso favorito | Nominado  |
| 2015 | Reality o Concurso favorito | Nominado  |